# Machaerirhynchus nigripectus
Il beccotagliente pettonero (Machaerirhynchus nigripectus Schlegel, 1871) è un uccello passeriforme della famiglia Machaerirhynchidae.

## Etimologia
Il nome scientifico della specie, nigripectus, deriva dal latino e significa "dal petto nero": il nome comune altro non è che la traduzione di quello scientifico.

## Descrizione

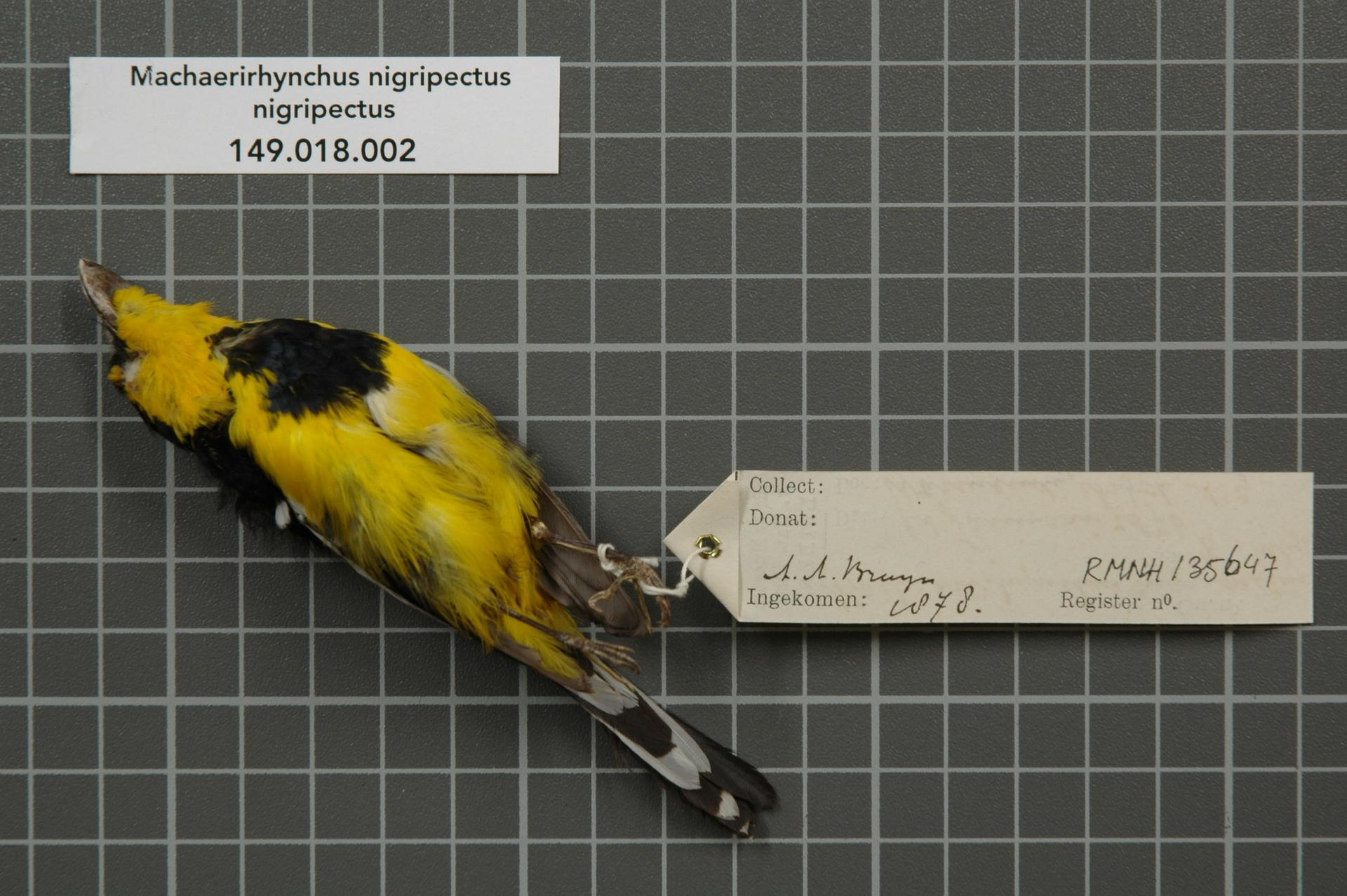
Maschio impagliato.

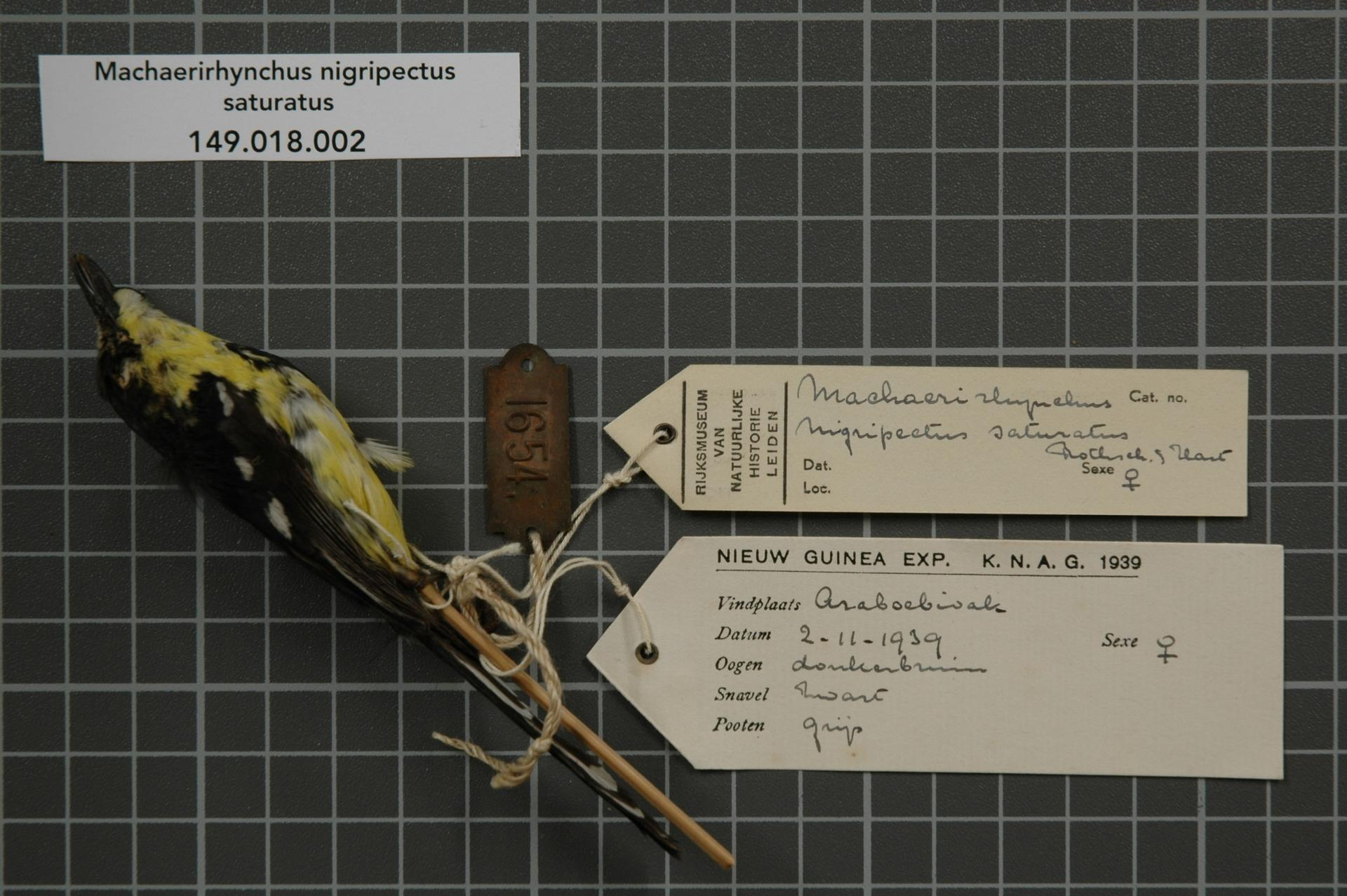
Femmina impagliata.

### Dimensioni
Misura 13–15 cm di lunghezza, per 11-12,5 g di peso.

### Aspetto
Si tratta di uccelletti dall'aspetto paffuto e arrotondato, con grossa testa rotonda che sembra direttamente incassata nel corpo, becco largo e appiattito, zampe forti, ali arrotondate e coda lunga e dall'estremità squadrata.
Il piumaggio è nero su fronte, vertice, nuca, ali (con copritrici bianche), dorso e coda (con base delle penne gialla): sulla faccia è presente una banda nera che dai lati del becco raggiunge l'occhio, mentre il resto della testa, il petto, il ventre e i fianchi sono di colore giallo limone, con una caratteristica grossa chiazza nera al centro del petto (con le penne che comunque presentano anch'esse base di colore giallo) alla quale la specie deve sia il nome comune che il nome scientifico.

Il dimorfismo sessuale è ben visibile, con le femmine che presentano colorazione nera più indistinta e tendente al bruno oltre che giallo ventrale più spento e tendente al grigio-biancastro.
In ambedue i sessi becco e zampe sono di colore nerastro, mentre gli occhi sono di colore bruno scuro.

## Biologia
Si tratta di uccelletti dalle abitudini di vita essenzialmente diurne, che vivono perlopiù da soli o in coppie, spesso in associazione con altre specie di uccelli.
Il beccotagliente pettonero è un uccello molto vocale, che emette spesso i propri richiami cinguettanti, vagamente simili a quelli del maschio di fringuello.

### Alimentazione
La dieta di questi uccelli è essenzialmente insettivora, componendosi perlopiù di insetti alati (ditteri e imenotteri) che vengono catturati in volo, ma comprende anche coleotteri ed altri insetti terrestri, reperiti cercando fra le spaccature dei rami e le crepe della corteccia.

### Riproduzione
Il periodo degli amori coincide con la stagione delle piogge, con picco delle schiuse fra novembre e gennaio, ma giovani osservati anche durante il mese di giugno: si tratta di uccelli monogami, coi due sessi che collaborano nella costruzione del nido (una coppa di fibre vegetali intrecciate piuttosto grossolanamente alla punta del ramo di un albero) e nell'allevamento della prole, che si rende indipendente a circa un mese e mezzo dalla schiusa, mentre la cova delle 2-4 uova (che dura circa due settimane) è appannaggio esclusivo della femmina.

## Distribuzione e habitat
Il beccotagliente pettonero è una specie endemica della Nuova Guinea, della quale popola tutto l'asse montuoso centrale, oltre ad essere presente anche sulle montagne Foja, nella penisola di Doberai ed in quella di Huon.
L'habitat di questi uccelli è rappresentato dalla foresta pluviale montana e nebulosa al di sopra degli 850 m di quota.

## Tassonomia
Se ne riconoscono tre sottospecie:

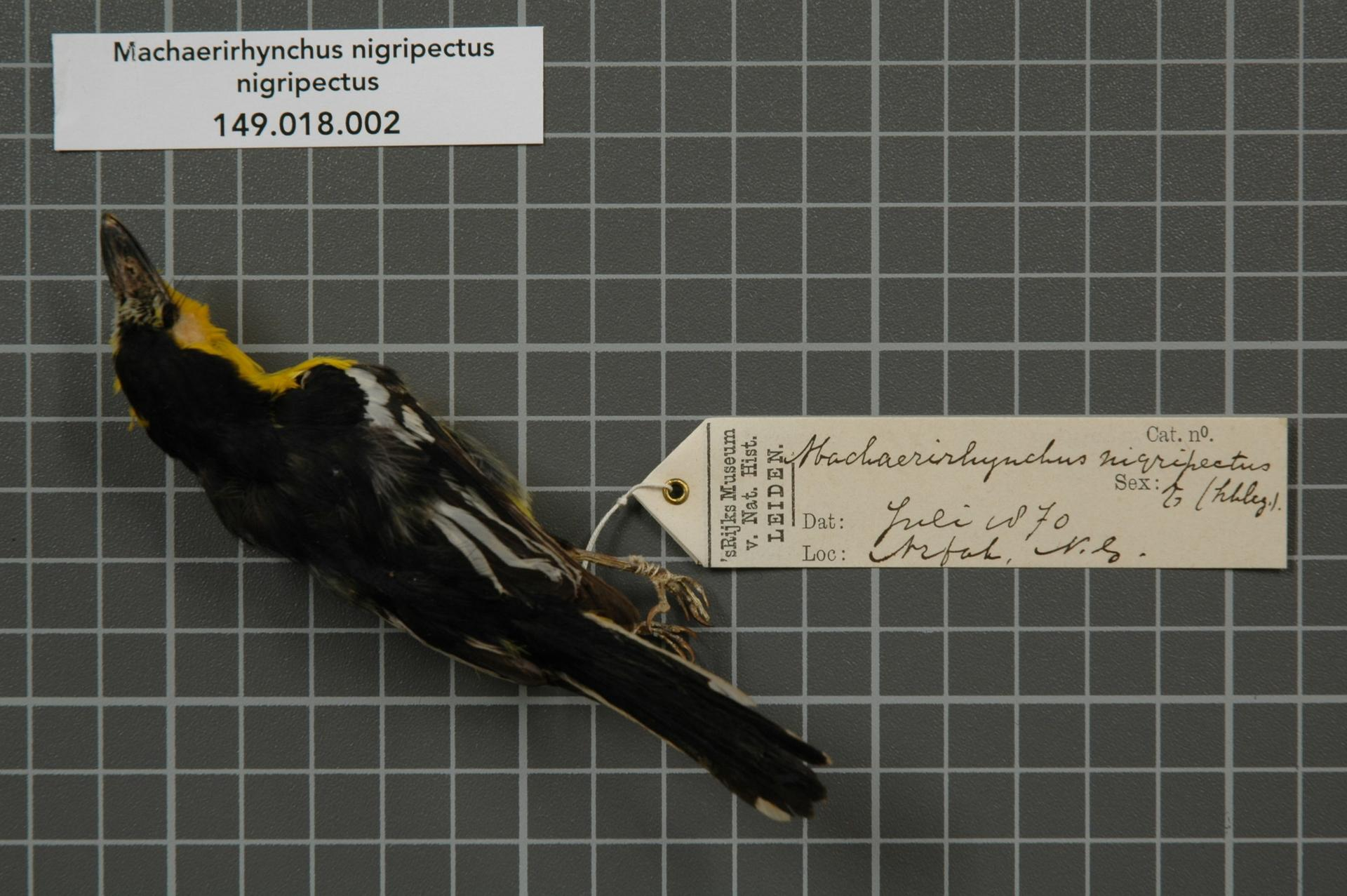
Maschio della sottospecie nominale.

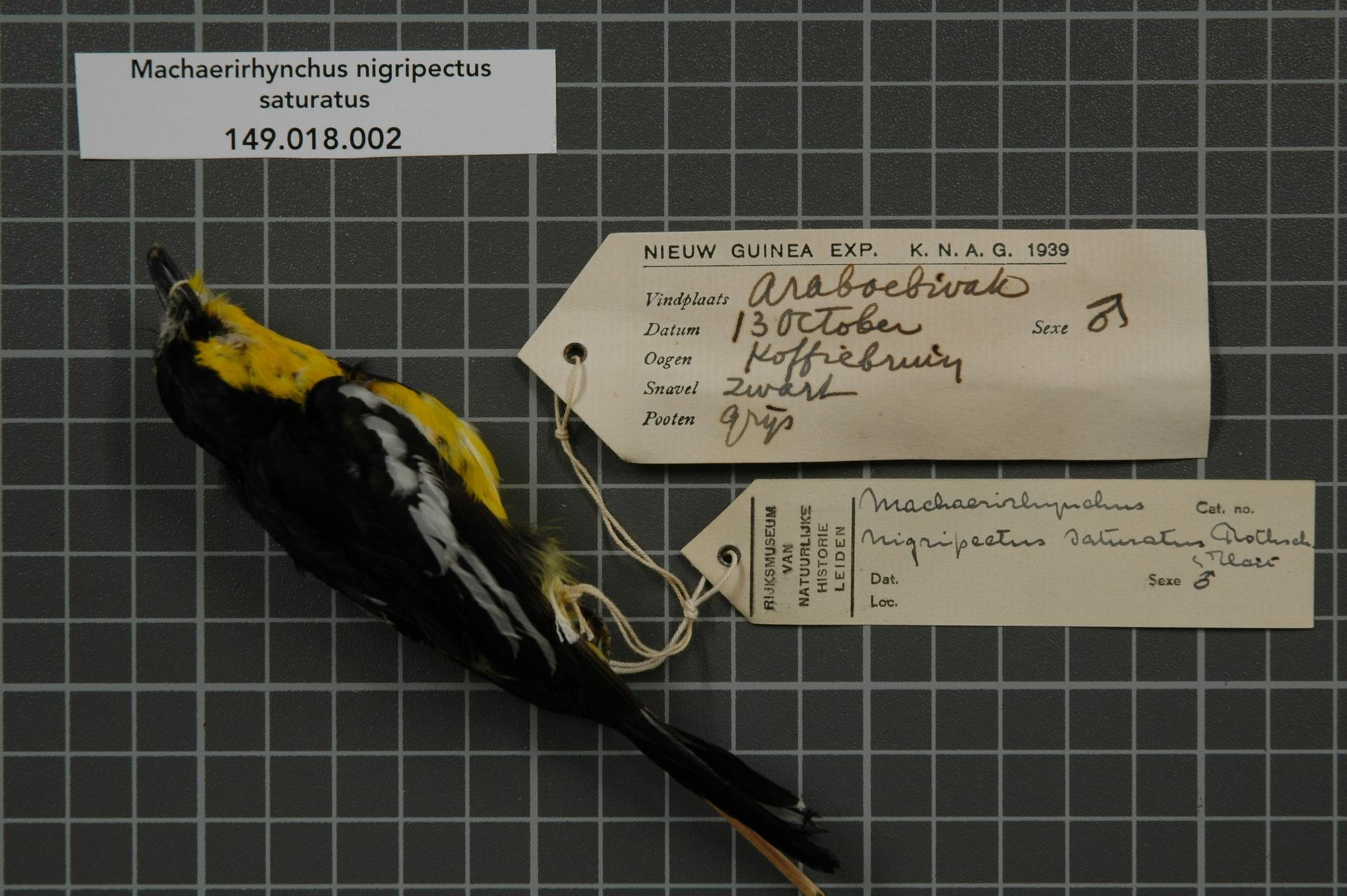
Maschio della sottospecie saturatus.

- Machaerirhynchus nigripectus nigripectus Schlegel, 1871 - la sottospecie nominale, diffusa nella penisola di Doberai;
- Machaerirhynchus nigripectus saturatus Rothschild & Hartert, 1913 - diffusa in Nuova Guinea centrale;
- Machaerirhynchus nigripectus harterti van Oort, 1909 - diffusa nella penisola di Huon e nella penisola Papua, probabilmente anche sui monti Adelbert[4].